# روث ليشوغا
روث د. ليشوغا (1920-2004) مولودة في النمسا ومواطنة مكسيكية مُجنسة، أصبحت طبيبة وجامعة للفن الشعبي المكسيكي. قادها اهتمامها إلى إنشاء دراسات أنثروبولوجية عن ثقافات مختلف الولايات المكسيكية. تخلت عن العمل في المختبر الطبي لتعمل في الأنثروبولوجيا، فقامت على عدة مجموعات في المتحف. نشرت ليوغا بحثًا عن ثقافة السكان الأصليين المكسيكية والحرف اليدوية. ضمنت صورها الإثنوغرافية لها سمعةً بصفتها إحدى أبرز المحترفين في ذلك المجال. تُبُرِع بمجموعتها الخاصة الحاوية على 20 ألف صورة إثنوغرافية و10 آلاف تحفة بعد موتها إلى مجلة آرتيس دي ميكسيكو ومتحف فرانز ماير. أقيمت عدة عروض بعد موتها للمجموعة عام 2016، وافتُتح مركز بحثي يحمل اسمها في القبو السابق لمتحف فرانز ماير.

## بدايات حياتها
ولدت روث دويتش في السادس من أبريل عام 1920 في فيينا بالنمسا لأنجيلا (كنيتها قبل الزواج رييس) وأرنولد دويتش. كان والدها تاجرًا وعاشت في منزل مع أخيها ووالديها وجدتها. ولد والد دويتش في فيينا، وعلى الرغم من أن ميوله السياسية كانت تميل نحو اليسار، لم يكن شيوعيًا، وكان يملك تقديرًا للفنون الجميلة (نقله إلى ابنته). كانت والدتها وجدتها لأمها من ميسليتز في تشيكوسلوفاكيا، وكانتا تحتفلان بالأعياد اليهودية. على الرغم أن عملية آنشلوس ضمت النمسا إلى ألمانيا، وذهب اليهود هناك للاختباء، درست دويتس في ريالجيمنازيوم، وهي نوع من المدارس تركز على العلوم الطبيعية والرياضيات واللغات، ونالت شهادة الثانوية العامة عام 1938. على الرغم من أن العائلة لم تكن متدينة، وصلت أخبار أن كريستالناخت (ترجمتها الحرفية ليلة الزجاج المكسور وهو مصطلح يُشير إلى العمليات التي قامت بها قوات ألمانيا النازية ضد اليهود) قادمة وكان عليهم الاختباء. كان أخو أمها يعيش في المكسيك، وعليه قررت العائلة الهجرة إلى هناك لكن عملية استخراج الفيزا كانت بطيئة؛ فحاولت العائلة، في ديسمبر عام 1938، التسلل عبر الحدود إلى هولندا، لكن أُلقيَ القبض عليهم وأعيدوا إلى فيينا. أرسلوا أثاثهم قبلهم إلى المكسيك، وعندما ظهرت الفيزا أخيرًا، ذهبت العائلة إلى فيلسنيغين (كانت تُعرف باسم فلاشينغ في ذاك الوقت). تركوا جدتهم خلفهم في فيينا في الوقت الحالي، واستقلوا سفينة إس. إس غيرولشتاين في فلاشينغ بهولندا، ووصلوا إلى مرفأ نيويورك في الحادي والعشرين من يناير عام 1939.
بعد قضاء ليلة في جزر إيليس أخذت العائلة طريقها إلى مدينة مكسيكو حيث التقوا بأقاربهم هناك. لم يكن أحد من العائلة يتكلم الإنجليزية لذا بدأ والدها بأخذ بعض الدروس في الإنجليزية، بينما لم تأخذ دويتش دروسًا؛ إذ تعلمت اللغة من أصدقائها في المدرسة، بقيت والدتها تتكلم الألمانية ولم تتعلم إلا القليل من الإسبانية لقضاء الحاجات الضرورية. وجد أرنولد عملًا في شركة تجارة كبيرة بينما عملت أنجيلا بصفتها محاسبة في شركة يملكها رجل نمساوي. تمكنت العائلة من مساعدة والدة أنجيلا على الهجرة عام 1941. دخلت دويتش، عام 1940، كلية الطب في الجامعة الوطنية المستقلة في المكسيك ودرست لست سنوات هناك، وتخرجت عام 1946. كانت هي ووالدها في أيام العطل يذهبان في جولات عبر المكسيك لاستكشاف المواقع الأثرية. قادتها رحلة مميزة عام 1947 إلى بونامباك في شياباس لدراسة شعب لاكاندون لزيادة اهتمامها بالتصوير. جعلتها جدارية رسمها خوسيه كليمنت أوروزكو تميز الاختلافات بين المكسيك وأوروبا. بدأت دويتش بعد فترة قصيرة بجمع الأشياء الصغيرة، ابتداءً ببطة سيراميكية وبلوزتين اشترتهما في كويتزالان، ولكن بعد دراسة تطريزهما أدركت أنهما مصنوعتان في زاكابواكيستالا.

## المسيرة المهنية
بعد إكمال دراستها، ذهبت دويتش إلى العمل في مختبر بيلس في المستشفى الأمريكي (يُعرف الآن بمركز كوادري الطبي الأمريكي البريطاني) حيث عملت هناك لعدة سنوات. تزوجت دويتش عام 1951 من كارلوس ليشوغا اختصاصي الأشعة الذي التقت به خلال دراستها. في البداية كانت علاقتهما سعيدة، إذ شاركها كارلوس حماسها بالثقافة المكسيكية وكان يرافقها في رحلاتها الاستكشافية مع والدها. حصلت على الجنسية المكسيكية عام 1954، ولم تنوِ العودة إلى النمسا أبدًا. أسست في عام 1956 مع عدة أشخاص آخرين مجموعة تصوير أُطلق عليها اسم لا فينتانا (النافذة)، وبدأوا بالمشاركة في عروض جماعية. بالإضافة إلى أنها أقامت معارض فردية، بما في ذلك معرض عام 1964 في المركز الوطني للفنون البصرية. انضمت بعد فترة إلى جمعية المؤلفين الصوريين، وبدأت أعمالها الصورية تُرى على نطاق واسع في عدة منشورات، وأصبحت إحدى أهم المصورين الإثنوغرافيين في المكسيك. أصبح زواجها على شفى حفرة من الانهيار بعد عدة أعوام وعليه انفصل الزوجان.
قادت دويتش بين عامي 1965 و1979 مختبرها السيرولوجي الخاص، لكنها بدأت تنخرط بشكل أكبر في متابعاتها الأنثروبولوجية. عندما أُنشئ الصندوق الوطني لتطوير الفنون والحرف عام 1974 عملت دويتش هناك بصفتها مشترية ومستشارة. كانت تفتح مختبرها في الصباح بعد تقديم تقرير للصندوق الوطني لتطوير الفنون والحرف. بعد الجمع بين كل السفريات للبحث وشراء التحف قررت دويتش ترك العمل في المختبر. بحلول عام 1977، بدأت دويتش العمل في المتحف الوطني للفنون والصناعات الشعبية بصفتها قيّمة، واستمرت في العمل هناك لسبعة عشر عامًا لاحقة. تناقشت هي والمديرة ماريا تيريزا بومار حول شراء القطع وإقامة المعارض ومحاولة توثيق الاهتمام بالحرف التقليدية وتشجيعها. سافرتا أيضًا إلى أوروبا عدة مرات مصطحبتين معهما مجموعات في ثمانينيات القرن المنصرم. عادت إلى فيينا لتمثيل المكسيك في الكونغرس التابع للمجلس الدولي للحرف الذي دام أسبوعين.
نشرت دويتش كلًا من الكتب والمقالات حول الفن الشعبي المكسيكي، أحدُ أشهر أعمالها كان كتابا عن ملابس المكسيك الأصلية المنشور عام 1982 وكتابا عن تقنيات الغزل والنسيج في المكسيك الأصلية المنشور عام 1982 وكتابا عن ملابس سكان المكسيك الأصليين المنشور عام 1986 وكتابا عن الأقنعة التقليدية في المكسيك المنشور عام 1991 وأعمالا أخرى. عُثر على مخطوط غير منشور كانت تعمل عليه عن الممارسات المندثرة في المكسيك في شقتها بعد موتها. حولت ليشوغا عام 1995 ثلاث شقق انتقلت إليها عائلتها عام 1956 -في بناء كونديسا في كونديسا كولونيا- إلى متحف. لأنها كانت تعيش في المنزل كان المتحف مفتوحاً للعامة، ولكن من خلال المواعيد المسبقة فقط. خصصت مجلة آرتيس دي مكسيكو عام 1998 عددها الواحد والأربعين من أجل ليشوغا اعترافًا منهم بعملها البحثي حول سكان المكسيك الأصليين. بدايةً بعام 2000 بدأت ليشوغا بالتعاون مع غابرييلا أولموس بتصنيف التحف الموجودة في مجموعتها الخاصة وتوثيقها.

## الوفاة والإرث
توفيت ليشوغا في التاسع عشر من سبتمبر عام 2004 في مكسيكو سيتي. قبل عدة أيام من وفاتها تبرعت ليشوغا بمجموعتها المؤلفة من 20 ألف نيجاتيف (صورة فيلمية) التي بدأت بجمعها منذ عام 1947 واستمرت على ذلك المنوال لخمسين عامًا لمجلة آرتيس دي مكسيكو. تُظهِر صور السكان الأصليين والملابس والاحتفالات والرقصات بالإضافة إلى الفن الشعبي في مختلف الولايات المكسيكية. إضافةً إلى ذلك تبرعت ليشوغا بعشرة آلاف تحفة إلى متحف فرانز ماير، من بينها مجموعتها من السلال والسيراميك والأقنعة والرسومات والمنسوجات التي صنعها السكان الأصليين، وأورثت الشقة التي كانت تسكنها حيث كانت تحتفظ فيها بالتحف إلى المتحف. افتُتح معرض الغرفة الزهرية الذي أعيد إنشائه ليمثل غرفة النوم الزهرية المحاطة بتحف جمجمية جمعتها ليشوغا في الذكرى العاشرة لوفاتها في متحف فرانز ماير. أظهر هذا التكرار استيعاب ليشوغا للتقاليد المكسيكية المندثرة، وتضمن خزانة مليئة بالتحف تعود لهروب عائلتها من النازية. في عام 2016 وبعد 12 سنة من وفاتها، افتُتح مركز روث د. ليشوغا لدراسات الفنون الشعبية، فيما كان سابقًا قبو متحف فرانز ماير. بعد فهرسة المواد التي تبرعت بها ليشوغا، افتُتح المركز بصفته مكانًا يستطيع فيه الباحثون دراسة 14 ألف منحوتة يدوية وخمسة آلاف كتاب وأكثر من ألف قطعة شخصية موجودة في أرشيفها. عالمتا الأنثروبولجية مارتا توروك ومارغريتا دي أوريليانا هما الوصيتان المساعدتان على المجموعة.